# Pannòcia
Pannòcia és un supercontinent que es creu que va existir des de fa uns 600 milions d'anys fins a finals del període Precambrià, aproximadament uns 540 milions d'anys. Abans de Pannòcia, l'anterior supercontinent s'anomena Rodínia i va ser succeït per Pangea, el darrer supercontinent que ha existit. Va ser descrit per primera vegada per Ian W. SR. Dalziel el 1997.
Al començament del Cambrià, les terres emergides (Laurentia, Bàltica, Sibèria i la gran massa de Gondwana) serien els fragments d'un supercontinent, Pannòcia, que hauria existit fa 650 milions d'anys. Els organismes marins d'Ediacara, amb una antiguitat d'uns 600 milions d'anys, serien una prova de l'existència d'aquest supercontinent. S'han trobat fòssils d'aquesta fauna en regions actualment molt allunyades unes de les altres, com Austràlia o Namíbia, amb un tipus d'animals que no podien recórrer grans distàncies i que, per tant, deurien haver viscut als marges continentals d'un mateix continent.

### Articles d'interès
Cicle supercontinental